# 久保裕也 (サッカー選手)
久保 裕也（くぼ ゆうや、1993年12月24日 - ）は、山口県山口市出身のサッカー選手。メジャーリーグサッカー・FCシンシナティ所属。元日本代表。ポジションはFW、MF。

## 経歴

### プロデビュー以前
父親は警察官で柔道、剣道、空手に精通し、母親は合気道をしていたという格闘技一家に生まれ育ち、5歳の頃からサッカーを始める。厳しい父親の元で育ち「1秒たりともグレる時間がなかった」。
小学校までDFだったが、鴻南中学校のサッカー部でチームメイトとの日々の1対1で得点感覚を磨き、FWへ転向。中学2年時に京都サンガF.C.のスカウトを務めていた高本詞史に発掘され、鴻南中の同級生だった原川力と共に京都サンガF.C.の下部組織にスカウトされた。原川はジュニアユースクラブのレオーネ山口に所属しており、チームこそ違うものの鴻南中の校庭や学校の隣にある維新百年記念公園で毎日朝練をする仲だった。中学3年時には第39回全国中学校サッカー大会に中学第1代表として出場したほか、同年のチャレンジ! おおいた国体サッカー少年男子競技には原川と共に山口県代表の一員として出場した。
2009年、鴻南中を卒業後、原川と共に京都の育成プログラムである「スカラーアスリートプロジェクト」5期生として京都サンガF.C. U-18に入団。高校は京都の立命館宇治高校に入学。1年生の春から背番号9を背負うなど将来を期待された。
2010年、高校2年生でシーズン途中に2種登録選手としてトップ登録され、トップチームに帯同。その後、登録を一旦解除され、京都サンガF.C.U-18のメンバーとしてJリーグユース選手権大会に出場した。駒井善成、伊藤優汰、下畠翔吾、山田俊毅、原川力、高橋祐治、杉本大地、三根和起、國領一平ら、のちに全員がプロ入りを果たし、「京都サンガF.C.ユース黄金世代」 と呼ばれるメンバーをエースストライカーとして牽引。ベスト4進出を果たした。
2011年、杉本大地と共に高校3年生でトップチームに再び登録された。トレーニングマッチのジュビロ磐田戦でハットトリックを挙げる など、チーム内での評価を高めると、J2リーグ開幕2試合目となった第8節のファジアーノ岡山FC戦にて3トップの中央でプロ初出場、初スタメンで初ゴールを記録。第11節の徳島ヴォルティス戦では、プロ2ゴール目となる豪快なミドルシュートを決める など、その後もゴールを量産。17歳にしてチーム最多得点となるリーグ戦30試合10得点を記録した。12月29日の天皇杯準決勝、横浜F・マリノス戦に途中出場すると、PK戦突入まで残り5分を切った延長後半11分に決勝ゴール。さらに駒井善成のゴールをアシストするなど、1ゴール1アシストの活躍でチームの決勝進出に貢献。翌年の元日、決勝のFC東京戦でも途中出場からゴールを決めた。
2012年、京都のトップチームへ昇格。前年に続き、トレーニングマッチのジュビロ磐田戦でハットトリックを達成。2月17日には日本代表に選出されるなど、各サッカー雑誌でもJ2得点王候補として名前を挙げられるなか、J2第1節から宮吉拓実との2トップで開幕スタメン出場を果たした。序盤の試合では先発で起用され、まずまずのパフォーマンスを見せていたが、たびたびゴールポストにシュートを阻まれる不運もありゴールが生まれず、第21節の水戸ホーリーホック戦でシーズン初ゴールを挙げるも、その後はベンチやベンチ外が続いた。後に久保は、「あの年が何もかもダメだったとは考えたくないですけどね。ただ、もうそのことは忘れたいです」と語っている。
2013年、シーズン開幕のガンバ大阪戦で途中出場から逆転ゴールを決めると、第18節のロアッソ熊本戦では自身プロ初となるハットトリックを達成。移籍するまでの間、主にスーパーサブとして633分出場でチームトップの7ゴールを挙げた。

### BSCヤングボーイズ
2013年6月18日、スイス・1部リーグ・BSCヤングボーイズに2013-14シーズンからの完全移籍で加入。移籍金は約40万ユーロ（日本円で約5500万円）。6月29日の栃木SC戦後、すぐにチームに合流したが、獲得を決めたのが前年10月に辞任した元SDのイリヤ・ケンツィクだった為に、ケンツィクの後任であるSDのフレディ・ビッケルや、このシーズンから指揮を執ることになった新監督のウリ・フォルテは、久保について全く知らなかった。その為、当初は放出やU-21チーム起用なども考えられていた。しかし、練習を見たウリ・フォルテは、すぐに久保にほれ込み、トップチームでの起用を決断。7月6日のSKスラヴィア・プラハとの練習試合では、自ら得たPKを決め、さっそく欧州初ゴールを記録した。
2013年-14年シーズン、開幕戦となった7月13日のFCシオン戦で後半30分から出場し、スイスリーグデビューを果たす。第3節のFCトゥーン戦でスイスリーグ初ゴールを含む2得点で逆転勝利に貢献、すると第4節のFCチューリッヒ戦でもゴールを記録。スイス紙ブリックに、スイスリーグの新しいスター選手として紹介された。第16節には前シーズンの王者FCバーゼルを相手に貴重な同点ゴールを奪った。スタメン出場は5試合に留まったが、スーパーサブとしてリーグ戦34試合に出場、7ゴール5アシストを記録。昨年7位だったヤングボーイズはEL（UEFAヨーロッパリーグ）予選3回戦からの出場となる3位に躍進した。
2014年-15年シーズン、欧州リーグでは、EL予選で3試合に出場し、チームは本戦に進出。9月18日のグループリーグ第1節ŠKスロヴァン・ブラチスラヴァ戦で久保は後半19分から途中出場。1アシストでELデビューを果たした。第3節SSCナポリ戦では、スタメン出場で1アシストを記録し勝利に貢献。第5節のŠKスロヴァン・ブラチスラヴァとの対戦では、EL初ゴールが決勝点となるなど、2得点を挙げた（EL本戦での1試合2得点は岡崎慎司に次ぐ日本人2人目の記録）。チームは決勝トーナメントに進出し、EL決勝トーナメント1回戦ではエバートンと対戦。久保は2試合共トップ下でスタメン出場したが、同世代のFWロメル・ルカクにハットトリックを決められるなど、2戦合計2対7で敗退となった。スイス国内では、7月20日のFCザンクト・ガレン戦で開幕スタメン出場を果たし、前半23分にチームのシーズン初ゴールを決めると、続く7月27日の第2節FCアーラウ戦でもゴールを決め、2試合連続ゴールを記録。しかし、その後はなかなかスタメンに定着できず、監督のフォルテからは「トップ下の選手として、ゴールよりも味方を生かすプレー」を求められるなど、ストライカーとしての葛藤もあった。途中出場した第28節の試合後には「これでは自分の良さが消えてしまう。ここからはチームプレーをしながらも自分のプレーも出していきたい」と周囲が納得する結果を出すことを宣言。7試合ぶりにスタメン起用された第29節グラスホッパーズ戦では、先制ゴールをマークするなど活躍した。リーグ戦27試合出場で5ゴールを記録し、チームは優勝を逃すも、来期のCL（UEFAチャンピオンズリーグ）予選3回戦からの出場となる2位でシーズンを終えた。
2015年-16年シーズン、欧州リーグでは、CL予選3回戦でフランスの強豪ASモナコと対戦。2試合共トップ下でスタメンフル出場も、2戦合計1対7で敗退となった。その後、ELプレーオフに周り、ELではカラバフFKと対戦。2試合共スタメン出場したが、2戦合計0対4で敗退した。 スイス国内では、8月15日スイス杯1回戦クリーンス戦にて、鮮やかなドリブル突破で3人をかわし右足ミドルでスーパーゴール。シーズン公式戦で初ゴールを挙げる。リーグ戦でも8月23日の第6節FCシオン戦で1ゴール1アシスト。続く第7節グラスホッパーズ戦、第8節FCファドゥーツ戦でもゴールを挙げ、プロ入り後初の3試合連続ゴールを記録。9月には2試合連続アシストを記録するなど、抜群のコンビネーションを見せるFW・ミラレム・スレイマニとのコンビは「クボマニ」と名付けられ、ヤングボーイズに移籍して3年目でスタメンに定着した。五輪予選後のシーズン終盤は怪我により欠場したが、リーグ戦29試合に出場して移籍後最多となる9ゴール6アシストを記録。主力としてチームの2位に貢献し、2020年まで契約を延長した。
2016年-17年シーズン、欧州リーグでは予選3回戦から登場。チーム事情で2016年リオデジャネイロオリンピックを辞退し、悔しい思いをした久保だったが、8月3日に行われたシャフタール・ドネツク戦2ndレグでは2得点を決める活躍をして、合計2-2（PK:4-2）で勝利した。9月18日、スイス杯の2回戦ではFCバツェンハイトと対戦し、途中出場からハットトリックを達成した。

### KAAヘント
2017年1月25日、ベルギーのKAAヘントに完全移籍で加入。移籍金はヘントのクラブ史上最高額となる350万ユーロ（日本円で約4億2000万円）。移籍から4日後の1月29日、第24節のクラブ・ブルージュ戦にて早速スタメンでデビューを飾り、フリーキックで移籍後初ゴールを記録。3月12日、第30節のKVメヘレン戦では4人抜きのドリブル突破から3試合連続となるスーパーゴールを決めた。このゴールにより「日本のマラドーナ」「日本のメッシ」と評されるなど、移籍後7試合5ゴールの大活躍でチームを上位プレーオフ進出に導いた。4月25日、優勝プレーオフ第5節のSVズルテ・ワレヘム戦で得点を決めて、シーズン20得点を達成した。
2017-18シーズン、2017年9月19日に行われた第7節のKVオーステンデ戦で今季初得点を決めた。2018年5月12日、プレーオフ1・第8節のKRCヘンク戦でも得点を決めてシーズン二桁得点を決めた。

### ニュルンベルク
2018年8月19日、ドイツ・ブンデスリーガの1.FCニュルンベルクへ2019年6月までの1年間の期限付き移籍（買取オプション付き）をした。8月25日、開幕戦のヘルタ・ベルリン戦で先発し、ブンデスリーガデビューを飾った。2019年4月13日、第29節のシャルケ04戦でブンデスリーガ初得点を決めた。しかし、リーグ戦22試合で得点はこの1点にとどまり、チームは最下位の18位で2部への降格が決定した。

### KAAヘント（第2期）
シーズン終了後には、ニュルンベルクの期限付き移籍を満了してヘントへ復帰する事が発表された。しかしヘント復帰後は怪我の影響もありリーグ戦では第9節のKVコルトレイク戦以降出場がなかった。

### FCシンシナティ
2020年1月9日、FCシンシナティと契約を締結したと発表された。背番号は「7」。　
2021年はボランチでの起用が多く、その為か当シーズンは自身初のシーズン無得点で終わる。

## 日本代表

### 世代別代表
2009年8月に開催された豊田国際ユースサッカー大会に出場し、2試合で2得点を記録。準優勝に貢献し、MIP賞を受賞した。
2010年1月に開催されたコパ・チーバスに出場。グループリーグ最終戦では2得点を決め、逆転での決勝トーナメント進出に貢献。決勝のU-18メキシコ戦では唯一の得点を決めた。日本は1対2で敗れたものの、準優勝という過去最高の成績を残した。
2011年10月に開催されたAFC U-19選手権予選に出場。第1戦のグアム戦では1人で8得点を決めるなど活躍した。2012年11月に開催された本大会でもエースとして期待されたが、グループリーグから4試合無得点に終わり、日本も3大会連続でFIFA U-20ワールドカップへの切符を逃すことになった。
2012年6月に開催されたAFC U-22アジアカップ予選に出場。第4戦のインドネシア戦では4得点を決めるなど、本大会出場に貢献した。本大会である、2014年1月に開催されたAFC U-22アジアカップに出場するU-21日本代表にも招集を打診されたが、ヤングボーイズでのスタメン争いのため、クラブのキャンプに参加したいと断った。日本はベスト8で敗退している。
2015年3月27日からリオデジャネイロオリンピックアジア1次予選を兼ねるAFC U-23選手権2016予選を戦うU-22日本代表に招集された。ヤングボーイズの要望により、3試合中2試合の出場のみという条件付きでの招集となったが、年齢制限が始まった92年バルセロナ五輪以降、1次予選から海外組が出場するのは南野拓実と共に初めてのこととなった。第1戦のマカオ戦は出場を回避し、第2戦のベトナム戦と第3戦のマレーシア戦に出場。第3戦のマレーシア戦では、安在和樹のクロスをヘディングで叩き込み、日本の最終予選進出を決める決勝ゴールを挙げた。
2016年1月12日からリオデジャネイロオリンピックアジア最終予選を兼ねるAFC U-23選手権2016本大会に臨むU-23日本代表に招集された。海外組の久保は１次予選以来の招集となったが、久保が不在な間の練習試合でチームは結果を残せておらず、監督の手倉森誠は「この年代のストライカーが誰かと言ったら久保の名前が挙がる。他の選手も久保に期待をすると思う」と期待を寄せた。 グループリーグでは第2戦のタイ戦で途中出場から2ゴールを記録。決勝トーナメント準決勝のイラク戦では旧友である原川力とのアベック弾で「ドーハの歓喜」を起こし、五輪本選出場を決めると、決勝の韓国戦はスタメンフル出場で日本のアジア制覇に貢献。大会を通して安定したパフォーマンスを見せ、チームで唯一となる全6試合に出場。チームで最多の3ゴールを記録した。リオデジャネイロオリンピック本大会のメンバーにも選出されていた が、UEFAチャンピオンズリーグ 2016-17 予選を戦っているBSCヤングボーイズ側の事情（同僚FWであるアレクサンデル・ゲルントの負傷離脱）で大会直前にクラブが招集を拒否、出場辞退となった。

### 日本代表
アルベルト・ザッケローニ代表監督によって、2012年2月24日に行われたキリンチャレンジカップのアイスランド代表との試合に、日本代表として初選出された。試合には出場しなかったが、高等学校の生徒
が日本代表に選出されるのは市川大祐以来、14年ぶり2人目の快挙となった。
その後、代表から遠ざかっていたが、ヴァイッド・ハリルホジッチ監督により、2016年11月4日、W杯アジア3次予選の日本代表メンバーに召集され、11月11日のキリンチャレンジカップ2016・オマーン代表戦で初デビューした。11月15日、W杯最終予選のサウジアラビア代表戦では、初のスタメンでの出場。2017年3月23日、W杯最終予選のUAE代表戦でA代表初ゴールを決めた。続く3月28日のタイ戦でも2試合連続ゴールを決めた。その後もスタメンの座を掴み、W杯本大会のメンバー入りも有力視されていたが、大会直前に代表監督が西野朗に変わると、召集メンバーから外れる。西野監督は「本大会メンバーは、今回の選手以外から入る可能性もある」と含みを持たせたが、追加召集は行われず、本戦メンバーから落選となった。

## プレースタイル
左右両足から放たれる強烈かつ精度の高いシュートとシュートレンジの広さ、それらを活かしたミドルシュートを得意としており、元日本代表コーチの大木武は「今まで見てきた日本人選手で一番シュートが上手い」と評している。
パスを受けると、スピードを生かしたドリブルで勝負し、決定機を生み出そうとする。突出したトラップの精度とスピードで周りを置き去りにできるなど、日本代表の香川真司のようだと言われるが、久保はFWらしく、背中から強く当たられても意地になって踏ん張るなどパワー勝負にも拘っている。
元日本代表監督のアルベルト・ザッケローニは久保について「なんでも器用にこなせる近代的なFW」と評している。
京都サンガF.C.では1トップ、3トップの中央、U-19日本代表では2トップの一角でプレー。ヤングボーイズでは監督のフォルテが久保はトップ下の選手だと明言、カップ戦などで１トップ起用される事もあるが、主にトップ下、セカンドトップで起用されている。2014年の開幕戦、第2節では左のウイングでプレーして連続ゴールを記録するなど、攻撃的なポジション全般をこなしている。
ハリルホジッチ日本代表監督は一貫して久保を右FWとして起用。本田圭佑とポジションを争わせた。

## 人物・エピソード
- 19歳でスイスに渡り、ドイツ語など3カ国語が飛び交う中、通訳をつけずサッカー漬けの日々を送るなど、ストイックな選手として知られる[71]。
- スイスで活躍する久保の密着取材では、庭で一人ボールを蹴る姿や、カーテンの無い部屋での生活、「カーテンいります？」といった発言など、サッカーに全てをかけるストイックな姿が放送された。
- UEFAヨーロッパリーグで初得点を決めた際に記念として送られたボールを自己練習で使っており、記者から「記念にとっておかないんですか？」と聞かれ「記念に使ってます」と答えている。
- 憧れの選手（当時）には、元スペイン代表FWダビド・ビジャ、元日本代表FW柳沢敦の名前を挙げている。
- 愛読書は元日本代表MF長谷部誠の『心を整える。勝利をたぐり寄せるための56の習慣』。コンディションが良い理由に、本の真似をしているからと明かした事がある[72]。
- ニコニコ生放送にて放送された『ポケットサッカーリーグ カルチョビット Direct 2012.6.29』に出演し、ヴィッセル神戸の監督だった西野朗、芸人の博多華丸・大吉と『ポケットサッカーリーグ カルチョビット』で対戦した[73]。
- 久保がゴールを決めた時にする肘を手で叩くパフォーマンスは、ヤングボーイズに移籍した当初にモンテネグロ代表DFのエルサド・ズベロティッチと編み出したものであり、スイスで話題となった。
- 2014年3月6日、昨年11月に台風第30号の被害を受けたフィリピンへの支援を目的とした親善試合「ロナウド・ジダン＆フレンズ」対「ヤング・ボーイズ＆フレンズ」が行われた。久保も後半から出場し、ロナウド、ジダン、ルイス・フィーゴ、中田英寿らと対戦。2ゴールを決めた[74]。
- 2014年10月20日、日本とスイスの国交樹立150周年を記念して、和食の魅力をＰＲするイベントが日本政府主催によりスイスの首都ベルンで行われ、スイスで活躍中の久保がゲストとして招かれた[75]。
- 2018年8月6日、久保と同じ山口県出身の一般女性と1年半の交際を実らせて結婚していたことが明らかになった[76]。

## 所属クラブ
ユース経歴
- FC山口
- 2006年 - 2008年 山口市立鴻南中学校
- 2009年 - 2011年 京都サンガF.C.U-18（立命館宇治高校）
  - 2010年8月 - 2011年 京都サンガF.C. （2種登録）

プロ経歴
- 2012年 - 2013年 京都サンガF.C.
- 2013年 - 2016年 BSCヤングボーイズ
- 2017年 - 2019年 KAAヘント
  - 2018年 - 2019年5月 1.FCニュルンベルク (期限付き移籍)
- 2020年 -  FCシンシナティ

## 個人成績
| 国内大会個人成績 | 国内大会個人成績 | 国内大会個人成績 | 国内大会個人成績 | 国内大会個人成績 | 国内大会個人成績 | 国内大会個人成績 | 国内大会個人成績 | 国内大会個人成績 | 国内大会個人成績 | 国内大会個人成績 | 国内大会個人成績 |
| 年度             | クラブ           | 背番号           | リーグ           | リーグ戦         | リーグ戦         | リーグ杯         | リーグ杯         | オープン杯       | オープン杯       | 期間通算         | 期間通算         |
| 年度             | クラブ           | 背番号           | リーグ           | 出場             | 得点             | 出場             | 得点             | 出場             | 得点             | 出場             | 得点             |
| 日本             | 日本             | 日本             | 日本             | リーグ戦         | リーグ戦         | リーグ杯         | リーグ杯         | 天皇杯           | 天皇杯           | 期間通算         | 期間通算         |
| ---------------- | ---------------- | ---------------- | ---------------- | ---------------- | ---------------- | ---------------- | ---------------- | ---------------- | ---------------- | ---------------- | ---------------- |
| 2011             | 京都             | 31               | J2               | 30               | 10               | -                | -                | 3                | 3                | 33               | 13               |
| 2012             | 京都             | 31               | J2               | 20               | 1                | -                | -                | 0                | 0                | 20               | 1                |
| 2013             | 京都             | 31               | J2               | 16               | 7                | -                | -                | -                | -                | 16               | 7                |
| スイス           | スイス           | スイス           | スイス           | リーグ戦         | リーグ戦         | スイス杯         | スイス杯         | オープン杯       | オープン杯       | 期間通算         | 期間通算         |
| 2013-14          | ヤングボーイズ   | 24               | スーパーリーグ   | 34               | 7                | 3                | 2                | -                | -                | 37               | 9                |
| 2014-15          | ヤングボーイズ   | 31               | スーパーリーグ   | 27               | 5                | 2                | 0                | -                | -                | 29               | 5                |
| 2015-16          | ヤングボーイズ   | 31               | スーパーリーグ   | 29               | 9                | 3                | 2                | -                | -                | 32               | 11               |
| 2016-17          | ヤングボーイズ   | 31               | スーパーリーグ   | 14               | 5                | 3                | 5                | -                | -                | 17               | 10               |
| ベルギー         | ベルギー         | ベルギー         | ベルギー         | リーグ戦         | リーグ戦         | リーグ杯         | リーグ杯         | ベルギー杯       | ベルギー杯       | 期間通算         | 期間通算         |
| 2016-17          | ヘント           | 31               | ジュピラー       | 17               | 11               | -                | -                | -                | -                | 17               | 11               |
| 2017-18          | ヘント           | 31               | ジュピラー       | 37               | 11               | -                | -                | 3                | 0                | 40               | 11               |
| 2018-19          | ヘント           | 31               | ジュピラー       | 2                | 0                | -                | -                | 0                | 0                | 2                | 0                |
| ドイツ           | ドイツ           | ドイツ           | ドイツ           | リーグ戦         | リーグ戦         | リーグ杯         | リーグ杯         | DFBポカール      | DFBポカール      | 期間通算         | 期間通算         |
| 2018-19          | ニュルンベルク   | 14               | ブンデス1部      | 22               | 1                | -                | -                | 1                | 0                | 23               | 1                |
| ベルギー         | ベルギー         | ベルギー         | ベルギー         | リーグ戦         | リーグ戦         | リーグ杯         | リーグ杯         | ベルギー杯       | ベルギー杯       | 期間通算         | 期間通算         |
| 2019-20          | ヘント           | 31               | ジュピラー       | 6                | 0                | -                | -                | 1                | 1                | 7                | 1                |
| アメリカ         | アメリカ         | アメリカ         | アメリカ         | リーグ戦         | リーグ戦         | リーグ杯         | リーグ杯         | USオープン杯     | USオープン杯     | 期間通算         | 期間通算         |
| 2020             | シンシナティ     | 7                | MLS              | 191              | 31               | -                | -                | 0                | 0                | 19               | 3                |
| 2021             | シンシナティ     | 7                | MLS              | 29               | 0                | -                | -                |                  |                  | 29               | 0                |
| 2022             | シンシナティ     | 7                | MLS              | 28               | 1                |                  |                  |                  |                  | 28               | 1                |
| 2023             | シンシナティ     | 7                | MLS              | 29               | 0                |                  |                  |                  |                  | 29               | 0                |
| 2024             | シンシナティ     | 7                | MLS              |                  |                  |                  |                  |                  |                  |                  |                  |
| 通算             | 日本             | 日本             | J2               | 66               | 18               | -                | -                | 3                | 3                | 69               | 21               |
| 通算             | スイス           | スイス           | スーパーリーグ   | 104              | 26               | 11               | 9                | -                | -                | 115              | 35               |
| 通算             | ベルギー         | ベルギー         | ジュピラー       | 62               | 22               | -                | -                | 4                | 1                | 66               | 23               |
| 通算             | ドイツ           | ドイツ           | ブンデス1部      | 22               | 1                | -                | -                | 1                | 0                | 23               | 1                |
| 通算             | アメリカ合衆国   | アメリカ合衆国   | MLS              | 105              | 4                | -                | -                | 0                | 0                | 105              | 4                |
| 総通算           | 総通算           | 総通算           | 総通算           | 359              | 71               | 11               | 9                | 8                | 4                | 378              | 84               |

- 2010年は2種登録としての出場は無し
- 1 MLSイズ・バック・トーナメント含む

| 国際大会個人成績 | 国際大会個人成績 | 国際大会個人成績 | 国際大会個人成績 | 国際大会個人成績 |
| 年度             | クラブ           | 背番号           | 出場             | 得点             |
| UEFA             | UEFA             | UEFA             | UEFA EL          | UEFA EL          |
| ---------------- | ---------------- | ---------------- | ---------------- | ---------------- |
| 2014-15          | ヤングボーイズ   | 31               | 7                | 2                |
| 2016-17          | ヤングボーイズ   | 31               | 4                | 0                |
| 通算             | UEFA             | UEFA             | 11               | 2                |

その他の国際公式戦
- 2014年
  - UEFAヨーロッパリーグ 2014-15 予選プレーオフ 3試合0得点
- 2015年
  - UEFAチャンピオンズリーグ 2015-16 予選プレーオフ 2試合0得点
  - UEFAヨーロッパリーグ 2015-16 予選プレーオフ 2試合0得点
- 2016年
  - UEFAチャンピオンズリーグ 2016-17 予選プレーオフ 4試合2得点
- 2017年
  - UEFAヨーロッパリーグ 2017-18 予選プレーオフ 2試合0得点

## 年表
- Jリーグ 初出場・初得点： 2011年4月24日 - J2第8節 vsファジアーノ岡山FC (西京極)
- 天皇杯 初出場・初得点： 2011年10月10日 - 2回戦 vs佐川印刷SC (西京極)
- Jリーグ 初ハットトリック： 2013年6月9日 - J2第18節 vsロアッソ熊本 (うまスタ)
- スイススーパーリーグ 初出場： 2013年7月13日 - 第1節 vsFCシオン (スタッド・ドゥ・スイス)
- スイススーパーリーグ 初得点： 2013年7月28日 - 第3節 vsFCトゥーン (スタッド・ドゥ・スイス)
- UEFAヨーロッパリーグ 初出場： 2014年9月18日 - 第1節 vsŠKスロヴァン・ブラチスラヴァ (スタッド・ドゥ・スイス)
- UEFAヨーロッパリーグ 初得点： 2014年11月27日 - 第5節 vsŠKスロヴァン・ブラチスラヴァ (シュタディオン・パシエンキー)
- スイススーパーリーグ 100試合出場： 2016年10月2日 - 第10節 vsFCザンクト・ガレン (スタッド・ドゥ・スイス)
- 日本代表 初出場： 2016年11月11日 - キリンチャレンジカップ vsオマーン代表 (カシマ)
- ベルギージュピラーリーグ 初出場・初得点： 2017年1月29日 - 第24節 vsクラブ・ブリュージュ (ゲラムコ・アレナ)
- 日本代表 初得点： 2017年3月23日 - 2018 FIFAワールドカップ・アジア最終予選B組第6戦 vsUAE代表 (アル・アイン)

## タイトル

### 個人
- 豊田国際ユースサッカー大会・MIP：2009年

### 代表
U-23日本代表
- AFC U-23選手権2016（2016年）

## 代表歴

### 出場大会
- U-16日本代表
  - 2009年 - 豊田国際ユースサッカー大会
- U-17日本代表
  - 2010年 - コパ・チーバス
- U-18Jリーグ選抜
  - 2011年 - NEXT GENERATION MATCH
- U-18日本代表 
  - 2011年 - AFC U-19選手権
- U-19日本代表（2012年）
- U-22日本代表（2015年）
- U-23日本代表
  - 2016年 - AFC U-23選手権
  - 2016年 - トゥーロン国際大会
- 日本代表
  - 2012年 - キリンチャレンジカップ
  - 2016年 - キリンチャレンジカップ
  - 2016年 - 2018 FIFAワールドカップ・アジア3次予選

### 試合数
- 国際Aマッチ 13試合 2得点 (2016年 - 2018年)

| 日本代表 | 国際Aマッチ | 国際Aマッチ |
| 年       | 出場        | 得点        |
| -------- | ----------- | ----------- |
| 2016     | 2           | 0           |
| 2017     | 9           | 2           |
| 2018     | 2           | 0           |
| 通算     | 13          | 2           |

### 出場
| No. | 開催日         | 開催都市     | スタジアム                                 | 対戦国           | 結果 | 大会                                    |
| --- | -------------- | ------------ | ------------------------------------------ | ---------------- | ---- | --------------------------------------- |
| 1.  | 2016年11月11日 | 茨城         | 茨城県立カシマサッカースタジアム           | オマーン         | ○4-0 | キリンチャレンジカップ2016              |
| 2.  | 2016年11月15日 | さいたま     | 埼玉スタジアム2002                         | サウジアラビア   | ○2-1 | 2018 FIFAワールドカップ・アジア最終予選 |
| 3.  | 2017年3月23日  | アル・アイン | ハッザーア・ビンザイード・スタジアム       | アラブ首長国連邦 | ○2-0 | 2018 FIFAワールドカップ・アジア最終予選 |
| 4.  | 2017年3月28日  | さいたま     | 埼玉スタジアム2002                         | タイ             | ○4-0 | 2018 FIFAワールドカップ・アジア最終予選 |
| 5.  | 2017年6月7日   | 東京         | 東京スタジアム                             | シリア           | △1-1 | キリンチャレンジカップ2017              |
| 6.  | 2017年6月13日  | テヘラン     | PASスタジアム                              | イラク           | △1-1 | 2018 FIFAワールドカップ・アジア最終予選 |
| 7.  | 2017年8月31日  | さいたま     | 埼玉スタジアム2002                         | オーストラリア   | ○2-0 | 2018 FIFAワールドカップ・アジア最終予選 |
| 8.  | 2017年9月5日   | ブライダ     | キングアブドゥラースポーツシティスタジアム | サウジアラビア   | ●0-1 | 2018 FIFAワールドカップ・アジア最終予選 |
| 9.  | 2017年10月6日  | 豊田         | 豊田スタジアム                             | ニュージーランド | ○2-1 | キリンチャレンジカップ2017              |
| 10. | 2017年11月10日 | リール       | スタッド・ピエールモーロワ                 | ブラジル         | ●1-3 | 国際親善試合                            |
| 11. | 2017年11月14日 | ブルッヘ     | ヤン・ブレイデルスタディオン               | ベルギー         | ●0-1 | 国際親善試合                            |
| 12. | 2018年3月23日  | リエージュ   | スタッド・モーリス・デュフラン             | マリ             | △1-1 | 国際親善試合                            |
| 13. | 2018年3月27日  | リエージュ   | スタッド・モーリス・デュフラン             | ウクライナ       | ●1-2 | キリンチャレンジカップ2018              |

### ゴール
| No. | 開催日        | 開催都市     | スタジアム                           | 対戦国           | 結果 | 大会                                    |
| --- | ------------- | ------------ | ------------------------------------ | ---------------- | ---- | --------------------------------------- |
| 1.  | 2017年3月23日 | アル・アイン | ハッザーア・ビンザイード・スタジアム | アラブ首長国連邦 | ○2-0 | 2018 FIFAワールドカップ・アジア最終予選 |
| 2.  | 2017年3月28日 | さいたま     | 埼玉スタジアム2002                   | タイ             | ○4-0 | 2018 FIFAワールドカップ・アジア最終予選 |